# EC 번호 목록 (EC 6)
EC 번호 목록 (EC 6)(영어: list of EC numbers (EC 6))은 EC 번호의 여섯 번째 부류인 EC 6 연결효소에 대한 EC 번호 목록이며, 국제 생화학·분자생물학 연합의 명명법 위원회에서 결정한 번호 순서 대로 나열되어 있다. 모든 공식 정보는 위원회의 웹사이트에 표로 정리되어 있다. 데이터베이스는 엔드류 맥도널드(Andrew McDonald)가 개발하고 유지 관리한다.

## EC 6.1: 탄소-산소 결합을 형성

### EC 6.1.1: 아미노아실-tRNA 및 관련 화합물을 생성하는 연결효소 (아미노아실-tRNA 합성효소)
- EC 6.1.1.1: 티로신-tRNA 연결효소
- EC 6.1.1.2: 트립토판-tRNA 연결효소
- EC 6.1.1.3: 트레오닌-tRNA 연결효소

## 같이 보기
- 효소 목록
- EC 번호 목록 (EC 1) (영어판)
- EC 번호 목록 (EC 2) (영어판)
- EC 번호 목록 (EC 3) (영어판)
- EC 번호 목록 (EC 4) (영어판)
- EC 번호 목록 (EC 5) (영어판)
- EC 번호 목록 (EC 7) (영어판)